# Antônio Flávio
Antônio Flávio Aires dos Santos, noto semplicemente come Antônio Flávio (Brejinho de Nazaré, 5 gennaio 1987), è un ex calciatore brasiliano, di ruolo attaccante.

## Carriera
Cresce in Brasile nei settori giovanili di Atl. Goianiense, Andraus e Santo André. Proprio con il Santo André debutta anche in prima squadra.
La dirigenza degli svedesi dell'AIK mise gli occhi su di lui, portandolo in Scandinavia nell'estate del 2009, a meno di tre mesi dalla fine del campionato. Il suo primo gol con la nuova maglia lo realizza contro l'Häcken, squadra del circondario di Göteborg. Due settimane dopo segna una doppietta ai rivali cittadini del Djurgården nel derby di Stoccolma, festeggiando con una maglietta che recitava la scritta "hata Göteborg" (odio Göteborg), la quale ha portato a numerose polemiche.
L'ultima giornata del campionato 2009 prevedeva lo scontro diretto fra IFK Göteborg e AIK, chi avrebbe vinto la partita avrebbe festeggiato il campionato svedese: dopo il vantaggio dei padroni di casa biancoblu, è una rete di Antônio Flávio a pareggiare il match, prima del sigillo definitivo di Daniel Tjernström per l'AIK. Viene confermato anche per la stagione successiva.
Nell'annata 2011 Antônio Flávio fa ritorno in Brasile, in prestito, per giocare nella Série B brasiliana con la maglia del São Caetano. Nel gennaio 2012 si trasferisce, questa volta a titolo definitivo, ai cinesi dello Shanghai Shenxin, club che verrà poi ribattezzato Nanchang Hengyuan all'inizio di quella stessa stagione.

## Palmarès
- Campionato svedese: 1

AIK: 2009
- Coppa di Svezia: 1

AIK: 2009
- Supercoppa di Svezia: 1

AIK: 2010